# Eugenia balansae
Eugenia balansae är en myrtenväxtart som beskrevs av André Guillaumin. Eugenia balansae ingår i släktet Eugenia och familjen myrtenväxter.
Artens utbredningsområde är Nya Kaledonien. Inga underarter finns listade i Catalogue of Life.